# 大市聚镇
大市聚镇，中国浙江省绍兴市新昌县下辖的一个镇。2019年12月26日，撤销大市聚镇、新林乡建制，合并设立沃洲镇。

## 行政区划
大市聚镇现辖：
大市聚镇社区、梅林山村、西王村、山南村、茅坪村、曹家村、东宅村、东郑村、西山村、黄坛村、百菊村、下坑村、大市聚村、第头村、管家岭村、姚卜丁村、后梁村、严丹赤村、庄后王村、鳌东村、青白石村、梁高村、何梁浦村、王桥村、坑西村、桐中井村、水帘村、五平村、炉溪村、沃洲村、寨岭村和大市聚茶场。